# 1481

## Události
- 1. ledna se na nebi při soumraku ukázala velká kometa. Byla pak v Čechách velká neúroda obilí i vína a mnoho dobytka pomřelo.

### Probíhající události
- 1455–1487 – Války růží

## Narození
- 1. července – Kristián II. Dánský, švédský král († 25. ledna 1559)

## Úmrtí
- 3. května – Mehmed II., turecký sultán (* 1432)
- 21. května – Kristián I. Dánský, dánský, norský a švédský král (* 1426)
- 28. srpna – Alfons V., portugalský král (* 1432)
- Erik Axelsson, švédský státník, regent Kalmarské unie (* asi 1419)

## Hlavy států
- České království – Vladislav Jagellonský
- Svatá říše římská – Fridrich III.
- Papež – Sixtus IV.
- Anglické království – Eduard IV.
- Dánsko – Kristián I. Dánský – Jan I.
- Francouzské království – Ludvík XI.
- Polské království – Kazimír IV. Jagellonský
- Uherské království – Matyáš Korvín
- Litevské velkoknížectví – Kazimír IV. Jagellonský
- Norsko – Kristián I. Dánský
- Portugalsko – Alfons V. – Jan II.
- Švédsko – regent Sten Sture
- Rusko – Ivan III. Vasiljevič
- Kastilie – Isabela Kastilská
- Aragonské království – Ferdinand II. Aragonský